# Jurij Biriulow
Jurij Biriulow, także  Yuri Biryulov, uk. Юрій Бірюльов (ur. 21 sierpnia 1952 w Sofii) – ukraiński historyk sztuki.

## Życiorys
Studiował na wydziale historii Uniwersytetu Iwana Franki we Lwowie (1970–1975), dyplom uzyskał w roku 1975. W latach 1975–1978 pracował jako nauczyciel historii w szkole we wsi Dobrostany w rejonie jaworowskim. W latach 1978–1987 pracował na wydziale sztuki zachodnioeuropejskiej Lwowskiej Galerii Obrazów. Wówczas przygotował do druku katalog dzieł malarstwa polskiego, przechowanych w tym muzeum (maszynopis znajduje się w archiwum Galerii). Od 1987 do 1996 był wykładowcą na katedrze historii sztuki i literatury Wydziału Wojskowego Politechniki Lwowskiej.
Od 1997 na stanowisku redaktora naczelnego wydawnictwa „Centrum Europy” („Centr Jevropy”, ukr. Центр Європи, Lwów), jednocześnie prowadził wykłady na wydziale architektury Politechniki Lwowskiej. Od września 2009 wykłada historię architektury i sztuki w katedrze designu i zasad architektury Instytutu Architektury Uniwersytetu Narodowego Politechnika Lwowska i w wolny od głównej pracy czas nadal pracuje w wydawnictwie „Centrum Europy”. Od września 2016 – profesor katedry designu wnętrz Lwowskiej Narodowej Akademii Sztuki.
Mieszka we Lwowie. Jest doktorem habilitowanym historii sztuki. Naukową rozprawę doktorską pod tytułem „Secesja w sztuce Lwowa końca XIX – początku XX wieku” obronił w Moskwie w Naukowo-Badawczym Instytucie Historii Sztuki ZSRR w 1986. Dyplom doktorski (kandydata nauk) otrzymał w kwietniu 1987. Stopień doktora habilitowanego nauk humanistycznych w zakresie historii sztuki przyznano mu 26 czerwca 2013 na Wydziale Historycznym Uniwersytetu Warszawskiego (dyplom z sierpnia 2013). Rozprawa habilitacyjna: Rzeźba lwowska od połowy XVIII wieku do 1939 roku: Od zapowiedzi klasycyzmu do awangardy. 1 lipca 2014 r. na posiedzeniu Rady Naukowej Narodowej Akademii Sztuki we Lwowie przyznano mu stopień naukowy ukraińskiego doktora historii sztuki (równoważny polskiemu stopniu doktora habilitowanego).
Jest członkiem Narodowej Spółki Artystów Ukrainy od 1989, członkiem Stowarzyszenia krytyków i historyków sztuki we Lwowie od 2000 r.
Otrzymał premię Administracji Obwodu Lwowskiego w dziedzinie kultury w nominacji "Historia sztuki i kulturologia" im. S. Hordyńskiego za rok 2016.
W 1986 zorganizował we Lwowskiej Galerii Obrazów wystawę „Lwowska secesja: architektura, sztuka użytkowa, grafika, książka, malarstwo, rzeźba” i ogłosił szereg wykładów oraz publikacji na ten temat, w tym wydał naukowy katalog wystawy (1986, w języku ukraińskim, 96 s.).
W 1994 r. przygotował dokumentację fotograficzną i opis obiektów wystawy „Lwowska Wystawa Krajowa 1894” (Kraków, Międzynarodowe Centrum Kultury). Współorganizował międzynarodową konferencję naukową „Antoni Popiel i lwowska szkoła architektoniczna i artystyczna na przełomie XIX-XX w. (W stulecie śmierci A. Popiela)” (2010, Politechnika Lwowska).
Jeden z redaktorów i stały autor czasopisma w języku ukraińskim "Brama Halicka" (Галицька брама).
Jest autorem ponad 900 różnych publikacji po polsku, angielsku, francusku, niemiecku, ukraińsku, rosyjsku, w tym wielu rozpraw opublikowanych w materiałach konferencji naukowych, czasopismach, Słowniku Artystów Polskich, Polskim Słowniku Biograficznym, Encyklopedii Sztuka Ukrainy, Encyklopedii Lwowa (Енциклопедія Львова), Encyklopedii Współczesnej Ukrainy (Енциклопедія Сучасної України).

## Główne dzieła
Monografie naukowe:
- Secesja we Lwowie, Warszawa: Krupski i S-ka, 1996, 231 s. ISBN 83-86117-55-9
- Sztuka lwowskiej secesji (Lwów: „Centrum Europy”, 2005, 184 s.) – w języku ukraińskim: Бірюльов Ю. Мистецтво львівської сецесії. – Л.: Центр Європи, 2005. ISBN 978-966-7022-44-7
- Rzeźba lwowska od połowy XVIII wieku do 1939 roku: Od zapowiedzi klasycyzmu do awangardy, Warszawa: „Neriton” 2007, 388 s. ISBN 978-83-7543-009-7
- Zachariewiczowie – twórcy stołecznego Lwowa (Бірюльов Ю. Захаревичі: Творці столичного Львова), w języku ukraińskim, Lwów: „Centrum Europy” 2010, 335 s. ISBN 978-966-7022-86-0
- Biryulov Y. Sur les traces de l’Art Nouveau en Ukraine: Kiev et Lviv / Śladami secesji na Ukrainie: Kijów i Lwów (po francusku i ukraińsku), Bruksela: CIVA, Centre international pour la ville, l’architecture et le paysage, 2010, 322 s. ISBN 2-930391-37-5
- Architektura Lwowa XIX wieku / Архітектура Львова ХІХ століття, Kraków/Краків, 1997, red. nauk. J. Purchla, 91 s. + 174 il. (we współautorstwie, w językach polskim i ukraińskim). ISBN 83-85739-43-2
- Львівська поштівка: Мандрівка давнім містом / З колекції Олександра Коробова / Текст та упорядкування Юрія Бірюльова / Pocztówka lwowska. Podróż po dawnym mieście. Ze zbiorów Aleksandra Korobowa Tekst i układ Jurija Biriulowa (w językach polskim i ukraińskim). — Lwów: Ładeks, 2012. — 488 s. ISBN 978-966-8233-57-9
- Бірюльов Ю. / Biryulov Y. Єврейська архітектурна спадщина Львова: монографія / The Jewish Architectural Legacy of Lviv: A monograph. — Львів: Видавництво Старого Лева, 2022. — 632 s. (w języku ukraińskim) — ISBN 978-966-448-014-4

Redaktor naukowy, autor układów graficznych i jeden z głównych autorów tekstów książek zbiorowych, wydanych we Lwowie w edycji „Centrum Europy”:
- Ziemia Lwowska: zarysy historyczne, kulturalne i etnograficzne, 1998, 392 s. (po ukraińsku: Львівщина: Історико-культурні та краєзнавчі нариси). ISBN 966-7022-23-4
- Lwów: Przewodnik Turystyczny, 1999, wyd. drugie 2007, 548 s. (po angielsku i ukraińsku: Lviv: A Guidebook for the Visitor / Львів: Туристичний путівник). ISBN 966-7022-09-9
- Lwów: Ilustrowany przewodnik, 2001, 320 s. (po polsku). ISBN 966-7022-09-9
- Piotr Tarnawiecki, architekt lwowski, 2002, 104 s. (po polsku). ISBN 966-7022-27-7
- Dawna fotografia lwowska 1839-1939, 2004, 368 s. (w języku polskim). ISBN 966-7022-55-2
- Architektura Lwowa: czas i style. XIII-XXI w., 2008, 720 s., ISBN 978-966-7022-77-8

Autor serii książek po polsku oraz w innych językach w charakterze przewodników:
- Lwów warto poznać, 2001, 24 s. ISBN 966-7022-26-9
- „Złota Podkowa”: Podróż po Ziemi Lwowskiej, 2002, 24 s. ISBN 966-7022-01-03
- Lwowska Galeria Sztuki, 2003, 36 s. ISBN 966-7022-58-7
- Dzieła polskie w Lwowskiej Galerii Sztuki, 2003, 36 s. ISBN 966-7022-57-9
- Opera Lwowska, 2006, 36 s. (współautor J. Smirnow). ISBN 966-7022-45-5
- Cmentarz Łyczakowski, Cmentarz Orląt, 2005, 24 s. (współautor A. Szyszka). ISBN 966-7022-35-8
- Żydowska spuścizna Lwowa, 2002, 24 s. (po angielsku i rosyjsku: Jewish heritage of Lviv / Еврейское наследие Львова). ISBN 966-7022-39-0
- Czerniowce – serce Bukowiny, 2002, 25 s. (po niemiecku: Czernowitz – das Herz von Bukowina oraz w innych językach). ISBN 966-7022-31-5
- Zamki kresowe, 2005, 24 s. (po polsku i ukraińsku, współautor A. Wołkow). ISBN 966-7022-40-4

Wybrane artykuły J. Biriulowa:
- Zygmunt Kurczyński i jego dzieła rzeźbiarskie we Lwowie, „Biuletyn Historii Sztuki”, 1991 nr 1-2, s. 69-87.
- Matejko: Obrazy olejne: Katalog / pod red. K. Sroczyńskiej; Autorzy J. Birjulow i in.; Instytut Sztuki PAN, Warszawa: “Arkady”, 1993, s. 35-36, 46-47, 87-88, 123-124, 163-164, 195, 197, 206, 210, 218-219; pozycje katalogu 14, 39, 40, 109, 143, 187, 219, 221, 235, 242, 253.
- Chodząc po Wystawie, Cracovia Leopolis, 1995, nr 2, s. 8-12. http://mbc.malopolska.pl/dlibra/publication?id=15471&tab=3
- Secesja we Lwowie, „Przegląd Wschodni”, t. II, z. 2 (6), 1992/1993, s. 327-357.
- Secesja lwowska [w:] Sztuka około 1900 w Europie Środkowej, Kraków: Międzynarodowe Centrum Kultury, 1997, s. 77-86.
- Architektura secesyjna we Lwowie [w:]  Sztuka i jej przemiany po upadku totalitaryzmu w Europie Środkowo-Wschodniej, Łódź: Katedra Historii Sztuki Uniwersytetu Łódzkiego, 1998, s. 139-143.
- Piotr Wójtowicz – „Lwowski Bernini”, „Acta Universitatis Nicolai Copernici, Zabytkoznawstwo i konserwatorstwo XXXIII – Nauki humanistyczno-społeczne”, zeszyt 355, 2002, s. 189-210. https://kpbc.umk.pl/dlibra/publication/5763/edition/19572/content
- Antoni Popiel – twórca pomnika Mickiewicza, [w:] Studia o artystach XVIII-XX wieku, Toruń 2003, s. 87-116.
- Nowe tendencje w architekturze, rzeźbie architektonicznej i zdobieniu wnętrz Lwowa 1905-1918 [w:] Studia z architektury nowoczesnej, t. 2, Toruń 2007, s. 45-57.
- Lwowska teoria i krytyka sztuki o nowych prądach artystycznych w latach 1880-1918 [w:] Dzieje krytyki artystycznej i myśli o sztuce, Warszawa 2009, s. 167-190.
- Biryulov Yu. Lvov’s Municipal Buildings during the Autonomy Period (19th – Early 20th Century) [w:] Mayors and City Halls, Cracow, International Cultural Centre, 1998, p. 227-232.
- Biryulov Yu. In Search of “Vernacular Styles” in the Lvov Milieu of the Late 19th and Early 20th Centuries [w:] Vernacular Art in Central Europe, Cracow: International Cultural Centre, 2001, p. 269-282.
- Zespół architektoniczny Politechniki Lwowskiej, „Brama Halicka”, Wydanie polskie: Wybór publikacji z lat 1994-1997, numer specjalny, listopad 1997, edycja druga, poprawiona, 2004, s. 2-3. https://lwow.home.pl/brama/politechnika/politechnika.html
- Serce Lwowa – historia budowy i wystroju ratusza, „Brama Halicka”, Wydanie polskie: Wybór publikacji z lat 1994-1997, numer specjalny, listopad 1997, edycja druga, poprawiona, 2004, s. 14-15. https://lwow.home.pl/brama/ratusz/ratusz.html
- Zachariewiczowie – budowniczowie banków lwowskich, „Brama Halicka”, Wydanie polskie: Wybór publikacji z lat 1998-2001, numer specjalny, maj 2005, s. 20-21.
- Pierwsza lwowska kawiarnia, „Brama Halicka”, Wydanie polskie: Wybór publikacji z lat 1998-2001, numer specjalny, maj 2005, s. 16.
- Biryulyov Yu. Stylistic Evolution of the Lviv Sculptural and Architectural Ensembles in the 19th and the Early 20th Century, Architectural Studies, 2015, Volume 1, Number 1, P. 7-14. http://ena.lp.edu.ua:8080/handle/ntb/31911
- Lwowska rzeźba w architekturze modernistycznej [w:] Lwów: miasto, architektura, modernizm, Wrocław: Muzeum Architektury we Wrocławiu, 2016, s. 277-299.
- Biryulov Yu. Jewish Sculptors in Lviv, 1919-1941. From Ausgleich to the Holocaust: Ukrainian and Jewish Artists of Lemberg/Lwów/Lviv. Weimar: Grünberg Verlag, 2019. P. 150-163.
- Jan Lewiński oraz architekci Lwowa końca XIX i początku XX wieku. Emanacje. Profesorowi Jerzemu Malinowskiemu w 70. Urodziny. Pamiętnik Sztuk Pięknych/Fine Arts Diary, nowa seria, nr 15, Warszawa-Toruń: Tako, 2020. S. 371-380.
- Dawna architektura żydowska we Lwowie: okresy i kierunki rozwoju. Studia z architektury nowoczesnej / Studies on modern architecture. T. 8: Architektura miast / V. 8: The Architecture of the Sities. Warszawa-Toruń, 2020. S. 123-154.
- Epoka marzeń: wątki romantyzmu w architekturze i rzeźbie Lwowa. Sztuka Europy Wschodniej / Искусство Восточной Европы / The Art of Eastern Europe. – T. VIII/v. VIII: Romantyzm i jego tradycje / Романтизм и его традиции / Romanticism and its tradition. Warszawa-Toruń, 2020. S. 139-149.
- Biryulov Yu. New Jewish style in Lviv architecture: the historic transformation in the urban space. Architecture and Engineering. ISSN: 2500-0055. Vol. 5, 2020, Issue 4, pp. 18-27. https://aej.spbgasu.ru/index.php/AE/article/view/338/183
- Biryulov Yu. The work of Karel Boublík/Dílo Karla Boublíka. Architektúra & urbanizmus. ISSN: 0044-8680 (print), 2729-8752 (online). 2021, Volume 55, No. 1-2, pp. 97-104.
- https://www.architektura-urbanizmus.sk/2021/07/02/the-work-of-karel-boublik/
- „Tak malować, jak pan Siemiradzki maluje, umieją tylko mistrzowie”. Prasa lwowska o Henryku Siemiradzkim: Antologia tekstów z lat 1872-1914. Polski Instytut Studiów nad Sztuką Świata. Warszawa-Toruń: Tako, 2021. 388 s. (Wybór tekstów – Jurij Biriulow. Układ, uzupełnienia, redakcja naukowa – Małgorzata Biernacka). ISBN 978-83-66758-01-8
- Biriulow J. Lwowska krytyka artystyczna przełomu XIX i XX wieku o impresjonizmie. Pamiętnik Sztuk Pięknych/Fine Arts Diary, nowa seria, nr 16. Warszawa-Toruń: Tako, 2021, s. 55-62. http://www.world-art.pl/o,220,pamietnik-sztuk-pieknych-fine-arts-diary.html
- Biriulow J. Dwie epoki inspiracji: motywy antyczne w sztuce lwowskiej z lat 1800-1840 i 1900-1939. Sztuka Europy Wschodniej/The Art of Eastern Europe , t. X, Warszawa-Toruń 2022. S. 145-155. http://www.world-art.pl/o,242,sztuka-europy-wschodniej-the-art-of-eastern-europe.html
- Biryulov Yu. Між різними стильовими полюсами: творчість жінок-скульпторок у Львові в 1919-1939. Przegląd Wschodnioeuropejski, XIII/2, 2022. S. 33-48. ISSN: 2081-1128. https://czasopisma.uwm.edu.pl/index.php/pw/article/view/8447

## Publikacje poświęcone twórczości J. Biriulowa
- Бадяк В. П. Бірюльов Юрій Олександрович W: Енциклопедія Сучасної України. Т. 3. Kijów, 2004. S. 51. https://esu.com.ua/search_articles.php?id=35404
- Hollanek A. Jak Pasaż Mikolascha [recenzja na książkę Jurija Biriulowa „Secesja we Lwowie”, Warszawa 1996]. "Biuletyn Informacyjny Towarzystwa Miłośników Lwowa i Kresów Południowo-Wschodnich". 1996 nr 3 (listopad). S. 29-30.
- Hollanek A. Nie tylko my kochamy [recenzja na książkę Jurija Biriulowa „Secesja we Lwowie”, Warszawa 1996]. "Wiadomości Kulturalne". 1996 nr 48 (132), 1. XII. S. 21.
- Nowe książki: J. Biriulow (red.), Lwów: Ilustrowany przewodnik. Lwów-Wrocław 2001 [recenzja, autor A. Chlipalski]. "Cracovia Leopolis". 2002 nr 3 (31). S. 47-48. http://www.cracovia-leopolis.pl/index.php?pokaz=art&id=887
- Nowe książki: J. Biriulow i inni. Piotr Tarnawiecki, architekt lwowski. Lwów 2002 [recenzja]. "Cracovia Leopolis". 2006 nr 3 (47). S. 64-65. http://www.cracovia-leopolis.pl/index.php?pokaz=search
- Miśkowiec M. Jurij Biriulow: Secesja we Lwowie. „Rocznik Lwowski”, 2000–2001, [2002], s. 321–324 [recenzja].
- Miśkowiec M. Wartościowa książka o Lwowie: (Jurij Biriulow, Rzeźba lwowska od połowy XVIII wieku do 1939 roku),"Rocznik Lwowski" 2008–2009, [2010], s. 339–348 [recenzja]. https://web.archive.org/web/20211107155737/https://www.lwow.home.pl/rocznik/2008-09/ksiazki2008-09.html#2008-rzezba
- Івашків Г. Юрій Бірюльов. Захаревичі: Творці столичного Львова. „Мистецтвознавство”’10, Lwów, 2010, s. 275–276 [recenzja].
- Станкевич М.  60-літній ювілей Юрія Бірюльова, "Мистецтвознавство"'12, Lwów, 2012, s. 311. https://issuu.com/858752/docs/zbirnyk_2012
- Malinowski J. Żydowska architektoniczna spuścizna Lwowa. Monografia naukowa — recenzja książki. "Sztuka i Krytyka", 2022 nr 10 (121). S. 8-10. http://www.world-art.pl/o,230,sztuka-i-krytyka-art-and-criticism-komunikat-zarzadu-polskiego-instytutu-studiow-nad-sztuka-swiata-2022-nr-10-121.html